# Hudson Motor Car Co.

Das Logo der Gesellschaft

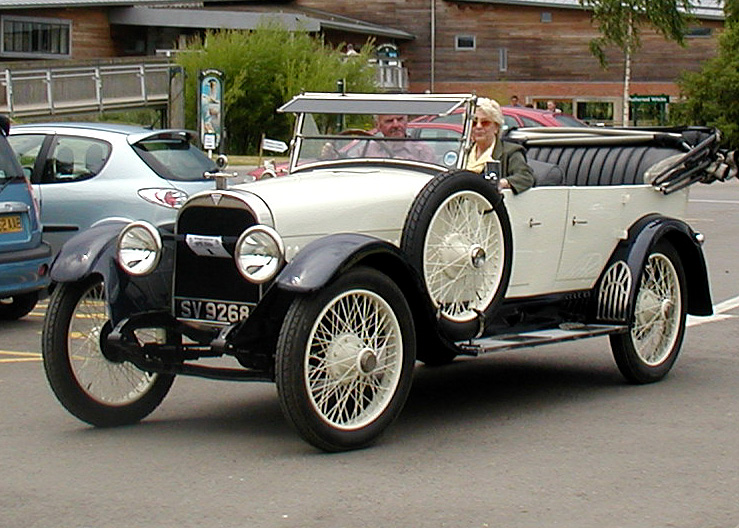
Hudson Super Six Serie J Phaeton (1917)

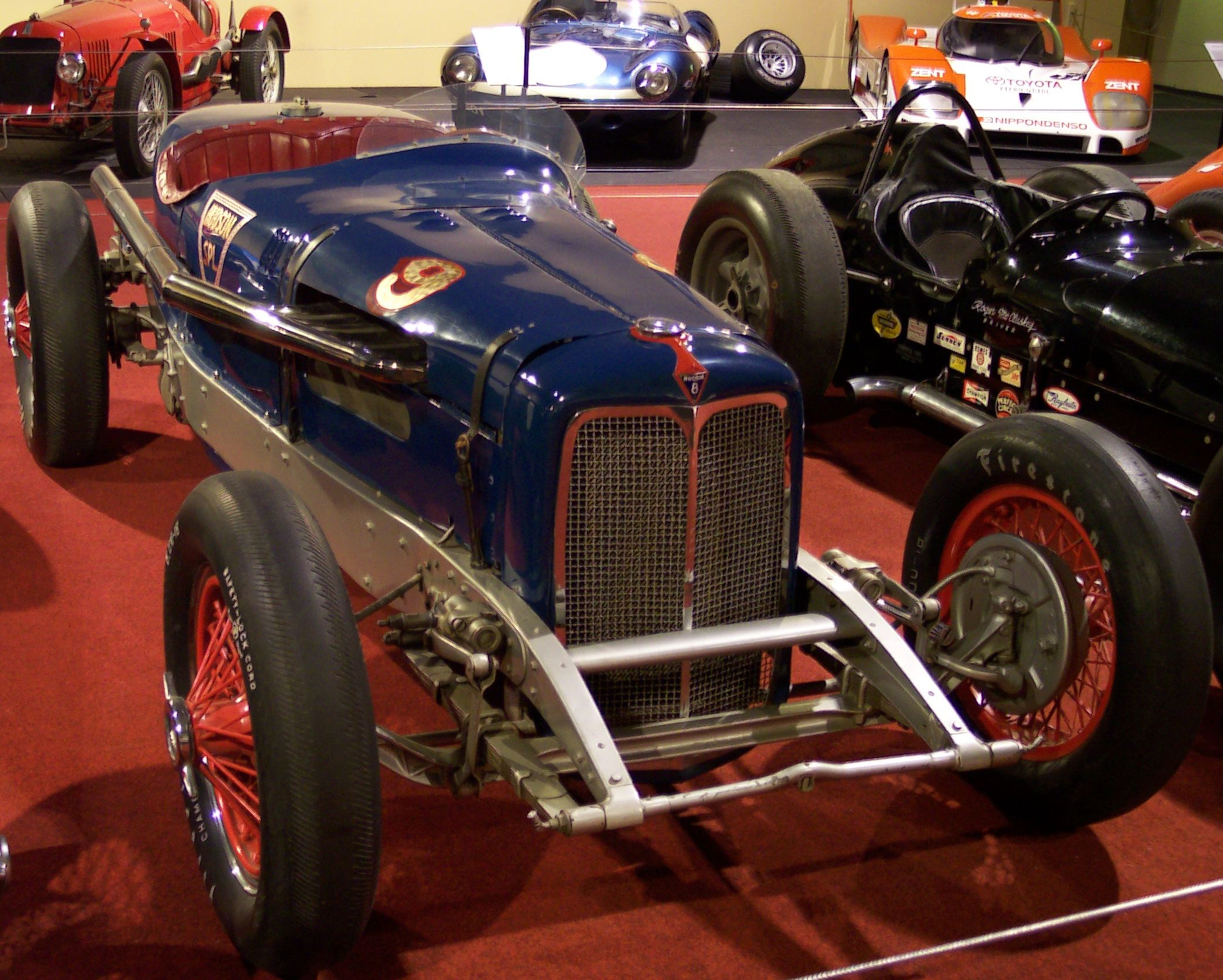
Hudson Eight Indianapolis, 1933

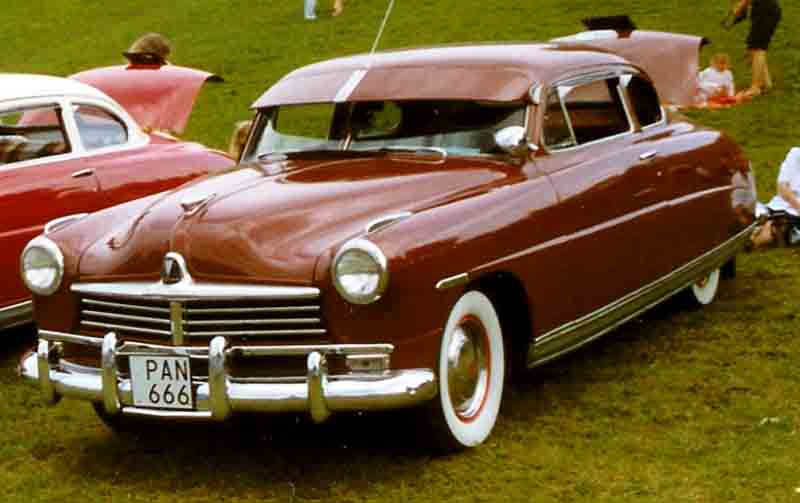
Hudson Super Eight Modell 493 (1949)

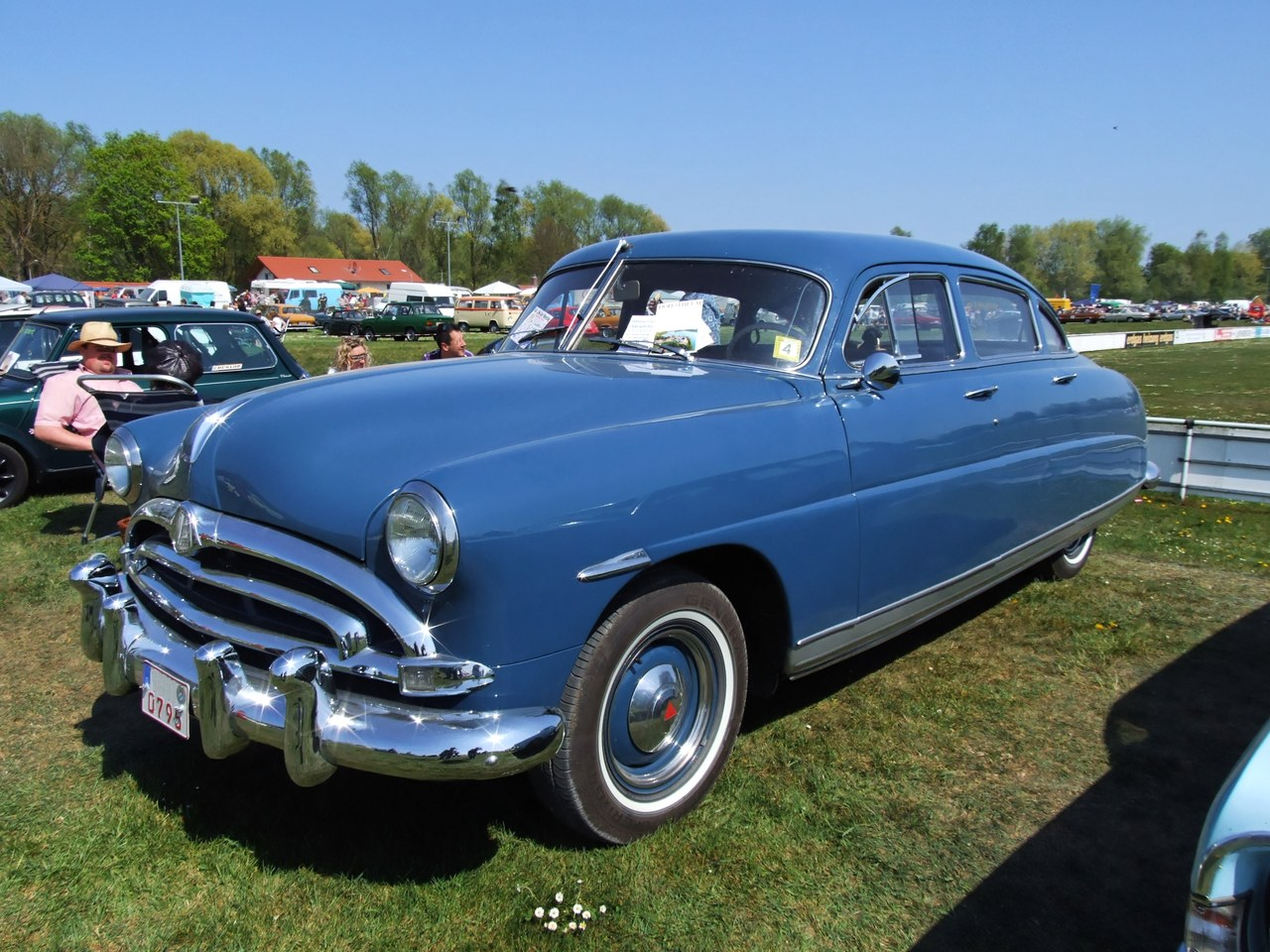
Hudson Pacemaker (1952)

Hudson Motor Car Co. ist eine ehemalige US-amerikanische Automobilgesellschaft, die von 1909 bis 1954 existierte. Im Jahr 1954 fusionierte Hudson mit der Nash-Kelvinator Corporation zur American Motors Corporation (AMC).

## Geschichte
Die Hudson Motor Car Company entstand im Jahr 1909 in Detroit. Den Namen erhielt sie nach Joseph Lowthian Hudson, der das Startkapital für die Firmengründung aufbrachte. Die Firma erwarb sich bald den Ruf eines innovativen Automobilherstellers. Folgende heute selbstverständliche Ausstattungsmerkmale erschienen zum ersten Mal in Fahrzeugen der Marke Hudson:
- Anlasser
- Warnleuchten für Öldruck und Lichtmaschine
- ausgewuchtete Kurbelwelle

Bis zum Ende der 1930er Jahre hatte sich Hudson mit bis zu 300.000 Fahrzeugen jährlich bis auf den dritten Platz der amerikanischen Herstellerliste vorgearbeitet. Im Jahr 1929 stellten nur Ford und Chevrolet mehr Autos her.
Preisgünstigere Fahrzeuge brachte man unter den Namen Essex (bis 1931), bzw. Terraplane (ab 1932) heraus. 1954 wurde die Gesellschaft mit Nash Motors zur American Motors Corporation verschmolzen. Die Hudson-Modelle – zu diesem Zeitpunkt allesamt technisch überholt – wurden 3 Jahre nach der Fusion eingestellt.

## Motorsport
In den 1950er-Jahren war Hudson eine beliebte Marke in der NASCAR-Serie; insbesondere Dick Rathmann setzte in all seinen 128 Rennen zwischen 1951 und 1958 auf einen Hudson Hornet und konnte damit 13 Siege sowie ebenso viele Pole-Positions erringen.

## Trivia
Aufgrund der weiten Verbreitung der Marke wählte John Steinbeck den Hudson Super Six als Fahrzeug seiner Protagonisten in dem Roman Früchte des Zorns.
Im Disney/Pixar Film „Cars“ wird die Figur von Doc Hudson durch einen Hudson Hornet verkörpert.
Der erste Wagen, in dem der Chauffeur Hoke Miss Daisy umherfuhr, war ein Hudson Super Eight.

## Zeitleiste der Modelle
| Modelljahr | Modelle                                                                                         |
| ---------- | ----------------------------------------------------------------------------------------------- |
| 1911       | Modell 20                                                                                       |
| 1912       | Modell 20, Modell 33                                                                            |
| 1913       | Modell 37, Modell 54                                                                            |
| 1914       | Six-40, Six-54                                                                                  |
| 1915       | Six-40, Six-54                                                                                  |
| 1916       | Six-40                                                                                          |
| 1917       | Super Six                                                                                       |
| 1918       | Super Six                                                                                       |
| 1919       | Super Six                                                                                       |
| 1920       | Super Six                                                                                       |
| 1921       | Super Six                                                                                       |
| 1922       | Super Six                                                                                       |
| 1923       | Super Six                                                                                       |
| 1924       | Super Six                                                                                       |
| 1925       | Super Six                                                                                       |
| 1926       | Super Six                                                                                       |
| 1927       | Super Six                                                                                       |
| 1928       | Super Six                                                                                       |
| 1929       | Greater Hudson                                                                                  |
| 1930       | Greater Eight                                                                                   |
| 1931       | Greater Eight                                                                                   |
| 1932       | Greater Eight Standard, Greater Eight Sterling, Grater Eight Major                              |
| 1933       | Super Six, Pacemaker Standard Eight, Pacemaker Major Eight                                      |
| 1934       | Standard Eight, DeLuxe Eight, Challenger                                                        |
| 1935       | Big Six, Special Eight, Custom Eight, DeLuxe Eight, Country Club Eight                          |
| 1936       | Custom Six, Custom Eight, Deluxe Eight                                                          |
| 1937       | Custom Six, Custom Eight, Deluxe Eight                                                          |
| 1938       | 112, Terraplane DeLuxe, Super Terraplane, Custom Six, Custom Eight, Deluxe Eight                |
| 1939       | 112, Pacemaker, Six, Country Club Six, Country Club Eight                                       |
| 1940       | Traveller Six, DeLuxe Six, Super Six, Country Club Six, Eight, DeLuxe Eight, Country Club Eight |
| 1941       | Traveller Six, DeLuxe Six, Super Six, Commodore Six, Commodore Eight, Commodore Custom Eight    |
| 1942       | Traveller Six, DeLuxe Six, Commodore Eight, Commodore Custom Eight                              |
| 1943       | keine Fertigung                                                                                 |
| 1944       | keine Fertigung                                                                                 |
| 1945       | keine Fertigung                                                                                 |
| 1946       | Super Six, Commodore Six, Super Eight, Commodore Eight                                          |
| 1947       | Super Six, Commodore Six, Super Eight, Commodore Eight                                          |
| 1948       | Super Six, Commodore Six, Super Eight, Commodore Eight                                          |
| 1949       | Super Six, Commodore Custom Six, Super Eight, Commodore Custom Eight                            |
| 1950       | Pacemaker, Super Six, Commodore Six, Super Eight, Commodore Eight                               |
| 1951       | Pacemaker Custom, Super Custom Six, Commodore Custom Six, Commodore Custom Eight                |
| 1952       | Pacemaker, Hornet, Wasp, Commodore Six, Commodore Eight                                         |
| 1953       | Jet, Super Jet, Hornet, Wasp                                                                    |
| 1954       | Metropolitan, Jet, Super Jet, Hornet Special, Super Wasp, Italia                                |
| 1955       | Metropolitan, Rambler, Super Hornet, Wasp, Super Wasp                                           |
| 1956       | Metropolitan, Rambler, Hornet, Wasp                                                             |
| 1957       | Metropolitan, Hornet, Super Hornet                                                              |